# Kavabanga Depo kolibri
kavabanga Depo kolibri — музыкальная группа, трио из Александра Плисакина, Романа Манько и Дмитрия Лелюка, образованное в 2012 году в Харькове.

## Псевдонимы
К выбору псевдонимов участники коллектива отнеслись в довольно просто:
Дима Лелюк, известный как kolibri, ассоциирует себя с птицей, что, по мнению коллег, подтверждается «легкостью» натуры исполнителя.
Роман Манько воспринимает Depo как хранилище чего-то индивидуального, глубоко личного.
Александр Плисакин предпочитает имя, данное родителями, а kavabanga он выбрал на баттле, когда для выбора «ника» предоставили всего 30 секунд. Этот участник группы активно участвует в баттлах и по мере узнаваемости смена псевдонима стала нецелесообразной.

## История

### Начало совместной работы
Изначально все трое были независимыми артистами и работали сольно. Но однажды kavabanga познакомился с kolibri и предложил несколько дней поработать над записью материала у него дома. Родители kolibri с трудом, но отпустили ребёнка.
Спустя год после начала совместной работы kolibri и kavabanga их заметил Depo. Он долго писал личные сообщения kavabanga, пока тот не согласился. За ночь на студии Depo написал множество песен, и все трое почувствовали, что могут работать вместе.
Первый трек группы kavabanga Depo kolibri вышел 19 мая 2012 года и назывался «Не прислоняться». Именно с этого момента началась их совместная музыкальная деятельность.

### 2014—2018
2014 — Дебютный командный альбом, первое выступление, концертный тур по Украине. На создание альбома «Бесконечный шум» ушло около двух месяцев, некоторые моменты давались нелегко. Дебют альбома состоялся в родном для всех участников городе — Харькове. В альбом вошло 12 треков, хотя первоначально планировалось 20. Объём сократился в связи с условиями, которые поставленными Евгением Гладким, первым концертным директором группы. Ребята считают их знакомство одной из важнейших составляющих успеха.
Альбом на протяжении двух месяцев занимал 1 место в ITUNES в разделе «Хип-хоп/поп». Песни «Амфетамин», «Город и туман», «Заключительный аккорд» стали настоящими хитами и принесли коллективу признание и любовь фанатов.
После Харькова эстафету принял Днепропетровск, где группе удалось собрать всего на 50 человек меньше, чем у Guf'а. Готовясь к выходу на сцену донецкого «Чикаго» музыканты предполагали, что превзойти или даже повторить свой предварительный результат не удастся.Так и получилось, но дело ведь не в количестве, а в качестве поклонников. Донецк понравился гостям ещё до начала концерта. Коллектив выразил публике благодарность за успех людям, а также футболу в целом и «Донбасс Арене» в частности. Для осмотра города времени было мало, но обстановка в Донецке и гримерке «Чикаго», даже с учётом некоторых конфликтов артистам понравилась.
В 2015 году вышел альбом «KDKin», на котором присутствует совместная работа с Miyagi.
В 2016 у коллектива была огромная просадка, из-за чего они стали нерентабельны для организаторов. Все накопленные средства были потрачены, но от развала группы спас вышедший в 2017 году альбом «Зачем нам звёзды».
В 2018 году коллектив был в числе участников открытия FIFA Fan Fest, приуроченному к Чемпионату Мира по футболу 2018, проходившем в России.

### 2019
В 2019 году коллектив покинул kolibri, тогда гневный пост в социальные сети выложил концертный директор коллектива Максим Нифонтов. В посте говорилось о том, что kolibri постоянно пропадал в бесконечных запоях, а его сольный альбом «911» почти полностью написал kavabanga, а kolibri просто исполнял написанные kavabang'ой текста. После произошедшего группа не стала менять название или искать участника на место ушедшего артиста, объясняя это тем, что это их история и её не нужно пытаться изменить.
Однако, в 2021 году kolibri вернулся в коллектив. Поклонники группы тепло восприняли это событие.

### После 24 февраля 2022 года (вторжение на Украину)
22 февраля у коллектива должен был выйти альбом «Зачем нам звёзды pt.3» и множество фитов, среди которых Джарахов, Rauf & Faik и др. Однако, все совместные работы были отозваны, а альбом вышел 9 сентября 2023 года с целью пожертвования денег со стриминга на гуманитарную помощь.
Сами артисты после начала вторжения уехали из Москвы сначала в Польшу, где оказывали гуманитарную помощь физически и материально, а после в Турцию, где не перестали помогать материально.
Сами артисты не перестали выпускать творчество на русском языком, аргументируя это тем, что русский язык они используют в быту и не собираются от него отказываться, но при этом стали чаще выпускать песни на украинском. На данный момент творчество, можно сказать, чередуется. Некоторые треки на украинском, некоторые на русском.
Обращая внимание на концерты, можно заметить, что группа не чувствует себя хуже. Коллектив даёт концерты по всему миру, собирая полные клубы и залы.

## Участники
Участники коллектива заметно отличаются как в вокальном плане, так и снаружи, но при этом гармонично дополняют друг друга.
Ребята четко распределили роли по темпераментам: Рома (Depo) — самый серьезный и ответственный человек, флегматик, Саша (Kavabanga) — типичный холерик, Дима (Kolibri) — сангвиник.
Возможно, именно этот фактор — стимул для непрерывного развития и новых экспериментов. Первоначально инициативу в вокале проявлял только Дима, но позже это настроение передалось другим.

## Музыкальный стиль
Стиль kavabanga Depo kolibri по их словам, вовсе не рэп, а хип-хоп. Также ребята ассоциируют себя с попсой, что никого из троих не смущает и не воспринимается как оскорбление. Коллектив организовался на основе взаимного одобрения ранее наработанного материала. Общению и началу сотрудничества поспособствовал интернет. Хотя знакомы ребята были и раньше, не подозревая о сходстве талантов и интересов.

## Основы
«Самым сильным» вопросом для ребят оказалось написание текстов. В хип-хоп культуре этому придают особое значение. Исполнителем и автором обязательно должно быть одно и то же лицо. Ребята подхватывают идеи друг друга. Музыка в их понимании — диалог, который можно и нужно совместно развивать. Написанный одним автором куплет непременно совершенствуется стараниями других.
Все песни, включая альбом, записаны в домашних условиях. Дом для kavabanga Depo kolibri — нечто вроде «музыкальной шкатулки». Всё оборудование, самой дорогой составляющей которого является микрофон, находится по месту жительства kavabanga. Он же занимается сведением треков.
Музыка для группы — это и хобби, и работа одновременно. Отдыхают как большинство сверстников: квартирники, игры и т.д. В дальнейшем планируют поступать в учебные заведения.
Коллектив мечтал о съёмках клипа на песню «Амфетамин». Тот стал причиной не одной ссоры и вобрал в себя всю противоречивую энергетику процесса создания. Любимых песен у ребят нет, каждая важна и неповторима. Хотя по секрету они все же рассказали, что на «Город и туман» ставки были выше, чем на «Амфетамин».

## Дискография

### Студийные альбомы
| Название                | Информация                                                                              | Жанр    |
| Самовыдуманный рай      | - Релиз: 14 февраля 2014 - Лейбл: Студия Союз - Формат: Цифровая дистрибуция            | Rap     |
| Бесконечный Шум         | - Релиз: 15 февраля 2014 - Лейбл: Студия Союз - Формат: Цифровая дистрибуция            | Хип-хоп |
| KDKin                   | - Релиз: 16 марта 2015 - Лейбл: Студия Союз - Формат: Цифровая дистрибуция              | Rap     |
| Иди С Нами              | - Релиз: 24 июня 2016 - Лейбл: Студия Союз - Формат: Цифровая дистрибуция               | Rap     |
| 18+                     | - Релиз: 28 октября 2016 - Лейбл: Студия Союз - Формат: Цифровая дистрибуция            | Хип-хоп |
| Зачем нам звёзды        | - Релиз: 2 мая 2017 - Лейбл: Студия Союз - Формат: Цифровая дистрибуция                 | Rap     |
| Зачем нам звёзды, Pt. 2 | - Релиз: 14 февраля 2018 - Лейбл: Студия Союз - Формат: Цифровая дистрибуция            | Rap     |
| 911                     | - Релиз: 30 апреля 2019 - Лейбл: Студия Союз - Формат: Цифровая дистрибуция             | Хип-хоп |
| Зачем нам звёзды, Pt.3  | - Релиз: 9 сентября 2022 - Лейбл: Студия Союз - Формат: Цифровая дистрибуция            | Хип-хоп |
| Любил, как мог          | - Релиз: 18 октября 2024 - Лейбл: kavabanga Depo kolibri - Формат: Цифровая дистрибуция | Хип-хоп |

### Синглы (до 24 февраля 2022)
| Год  | Название                           | Лейбл                      | Примечания     |
| ---- | ---------------------------------- | -------------------------- | -------------- |
| 2013 | Выше (feat. Sasha MiLE)            | KDK                        | цифровой сингл |
| 2018 | Клетка                             | Студия Союз                | цифровой сингл |
| 2018 | Витамин (feat. Rasa)               | Zion Music                 | цифровой сингл |
| 2018 | Динамит, Kel                       | Студия Союз                | цифровой сингл |
| 2018 | Затянись                           | Студия Союз                | цифровой сингл |
| 2018 | Хочешь?                            | Студия Союз                | цифровой сингл |
| 2019 | Март                               | Студия Союз                | цифровой сингл |
| 2019 | Дикий кайф (feat. LXE)             | LXE                        | цифровой сингл |
| 2019 | Фиолетово (feat. RASA)             | RASA MUSIC / Zion Music    | цифровой сингл |
| 2019 | Нет связи (feat. HOMIE)            | Klever Label               | цифровой сингл |
| 2019 | Девочка роман (feat. Kartvelli)    | Союз Мьюзик                | цифровой сингл |
| 2019 | Пьяную домой                       | Студия Союз                | цифровой сингл |
| 2019 | Нет новостей                       | Студия Союз                | цифровой сингл |
| 2019 | До талого                          | Студия Союз                | цифровой сингл |
| 2019 | Hennessy (feat. Зомб)              | Студия Союз                | цифровой сингл |
| 2020 | Говори со мной                     | Студия Союз                | цифровой сингл |
| 2020 | Номера (feat. Лёша Свик)           | Warner Music Group         | цифровой сингл |
| 2020 | Анаконда (feat. RAJA)              | Студия Союз                | цифровой сингл |
| 2020 | Ты мне напиши (feat. Nebezao)      | Союз Мьюзик                | цифровой сингл |
| 2020 | Так и передай ей (feat. Эсчевский) | Студия Союз                | цифровой сингл |
| 2020 | Таблетка (feat. Джаро & Ханза)     | A+/Студия Союз             | цифровой сингл |
| 2020 | Рассвело                           | Студия Союз                | цифровой сингл |
| 2020 | Девочка-мечта                      | Студия Союз                | цифровой сингл |
| 2020 | Сука-любовь                        | Студия Союз                | цифровой сингл |
| 2020 | Не хочешь домой                    | Студия Союз                | цифровой сингл |
| 2020 | Отбой                              | Студия Союз                | цифровой сингл |
| 2020 | Привет, моя грусть (feat. Nebezao) | Союз Мьюзик / Artel' Media | цифровой сингл |
| 2020 | Рядом упаду                        | Студия Союз                | цифровой сингл |
| 2021 | Не моя вина (feat. HENSY)          | GOLDEN SOUND / Студия Союз | цифровой сингл |
| 2021 | Запах прошедшего февраля           | Студия Союз                | цифровой сингл |
| 2021 | Не держи меня (feat. NЮ)           | Союз Мьюзик / Студия Союз  | цифровой сингл |
| 2021 | Утро без меня                      | Студия Союз / Artel' Media | цифровой сингл |
| 2021 | Цунами (feat. RASA)                | RASA MUSIC                 | цифровой сингл |
| 2021 | Домино (feat. Сема Мишин)          | Студия Союз / Artel' Media | цифровой сингл |
| 2021 | Целуй                              | Студия Союз                | цифровой сингл |
| 2021 | С кем ты зависаешь?                | Студия Союз / Artel' Media | цифровой сингл |
| 2021 | Ты рядом со мной                   | Студия Союз / Artel' Media | цифровой сингл |
| 2021 | Движ окраин (feat. Джаро & Ханза)  | Джаро & Ханза              | цифровой сингл |
| 2021 | Люблю, не доверяя                  | Студия Союз / Artel' Media | цифровой сингл |
| 2022 | Твоя ложь (feat. Mekhman)          | A+/Студия Союз             | цифровой сингл |
| 2022 | Любить некого (feat. NЮ)           | Союз Мьюзик / Студия Союз  | цифровой сингл |

## Видеоклипы
| Год  | Клип                             | Режиссер          | Альбом |
| ---- | -------------------------------- | ----------------- | ------ |
| 2013 | "Амфетамин "                     | Антон Ставицкий   |        |
| 2014 | «Город и Туман»                  | Антон Ставицкий   |        |
| 2014 | «Царапины»                       | Антон Ставицкий   |        |
| 2019 | «Фиолетово» (feat. RASA)         | нет данных        |        |
| 2019 | «Дикий Кайф» (feat. LXE)         | Александр Романов |        |
| 2019 | «До талого»                      | Антон Ставицкий   |        |
| 2019 | «Пьяную домой»                   | Антон Ставицкий   |        |
| 2020 | «Таблетка» (feat. Джаро & Ханза) | Artel’ Media      |        |

## Годовые чарты
| Песня                               | Чарт (2020)                           | Поз. | Дж.    |
| ----------------------------------- | ------------------------------------- | ---- | ------ |
| Kavabanga Depo Kolibri — «Таблетка» | ВКонтакте — Топ-30 в России: 2020 год | 29   | [ 44 ] |